# In a Time Lapse (альбом)
In a Time Lapse (рус. В промежутке времени) — студийный альбом итальянского композитора Людовико Эйнауди, выпущенный 21 января 2013 года.

## Об альбоме
Альбом достиг второго места в чарте бестселлеров в Нидерландах и пятого места в чарте Fimi Albums в Италии, оставаясь в обеих странах в течение четырёх недель в первой десятке, и шестого места в рейтинге классических альбомов.
Альбом содержит четырнадцать композиций с инструментами, включающими фортепиано, струнные, перкуссию и электронику и исполняемыми оркестром итальянских виртуозов.
8 февраля 2013 года был выпущен видеоклип для композиции «Walk».
28 июля 2014 года альбом был записан вживую в Вероне во время A Time Lapse Tour. Запись была выпущена в 2015 году на DVD для Decca Records.
Зарегистрирован на Вилле Сан-Фермо, Лониго.
Композиция «Newton's Crandle» была частично записана в Риме.
23 декабря 2014 года вышел видеоклип на композицию «Life».

## Список композиций
Вся музыка написана Людовико Эйнауди.
| №                   | Название             | Длительность |
| ------------------- | -------------------- | ------------ |
| 1.                  | «Corale»             | 2:05         |
| 2.                  | «Time Lapse»         | 5:32         |
| 3.                  | «Life»               | 4:23         |
| 4.                  | «Walk»               | 3:28         |
| 5.                  | «Discovery at Night» | 4:26         |
| 6.                  | «Run»                | 5:32         |
| 7.                  | «Brothers»           | 4:51         |
| 8.                  | «Orbits»             | 2:57         |
| 9.                  | «Two Trees»          | 6:26         |
| 10.                 | «Newtown's Crandle»  | 7:53         |
| 11.                 | «Waterways»          | 4:18         |
| 12.                 | «Experience»         | 5:15         |
| 13.                 | «Underwood»          | 4:13         |
| 14.                 | «Burning»            | 5:00         |
| Общая длительность: | Общая длительность:  | 66:19        |

### Бонусные композиции
| №                   | Название                  | Длительность |
| ------------------- | ------------------------- | ------------ |
| 15.                 | «Bever»                   | 4:01         |
| 16.                 | «The Dark Bank of Clouds» | 3:11         |
| 17.                 | «Sarabande»               | 4:14         |
| 18.                 | «Ronald's Dream»          | 3:45         |
| 19.                 | «Corale Solo»             | 2:46         |
| Общая длительность: | Общая длительность:       | 17:57        |

### Диск 2 (Особое издание)
| №                   | Название             | Музыка                      | Длительность |
| ------------------- | -------------------- | --------------------------- | ------------ |
| 1.                  | «Circles»            | Cantata da Greta Svabo Bech | 3:56         |
| 2.                  | «Time Lapse»         | Dot Major                   | 5:50         |
| 3.                  | «Experience»         | Starkey                     | 5:41         |
| 4.                  | «Walk»               | Starkey                     | 3:57         |
| 5.                  | «Time Lapse»         | Steven Siegel               | 5:24         |
| 6.                  | «Discovery at Night» | Lippok                      | 6:18         |
| 7.                  | «Walk»               | Phaeleh                     | 5:07         |
| Общая длительность: | Общая длительность:  | Общая длительность:         | 36:13        |

## Отзывы
| Оценки критиков | Оценки критиков |
| Источник        | Оценка          |
| --------------- | --------------- |
| Sputnikmusik    | [ 5 ]           |
| The CD Critics  | [ 6 ]           |
| Classic FM      | Позитивная      |
| The Independent | [ 8 ]           |

In a Time Lapse получил исключительно положительные отзывы музыкальных критиков. Согласно обзору Classic FM, «Итальянский композитор снова поражает воображение завораживающим сочетанием сказочных фортепианных мелодий и насыщенных оркестровых звуковых ландшафтов. Критик Sputnikmusic отметил, что In a Time Lapse «великолепно эмбиентен». Критик из газеты The Independent отметил «трансовое волновое движение» таких композиций, как «Corale» и «Run», и «более сложные, многослойные произведения», такие как «Life»; «чередование фортепиано и глокеншпиля с рапсодическими, плавными струнными линиями», а также отметил талант Эйнауди, сказав: «В его фортепианных прогрессиях есть глубоко удовлетворяющая эмоциональная логика, которая делает его наследником в такой же степени Фредерика Шопена и Эрика Сати, как и минималистов, таких как Филип Гласс и Стив Райх».